# Gid'on Gechtman

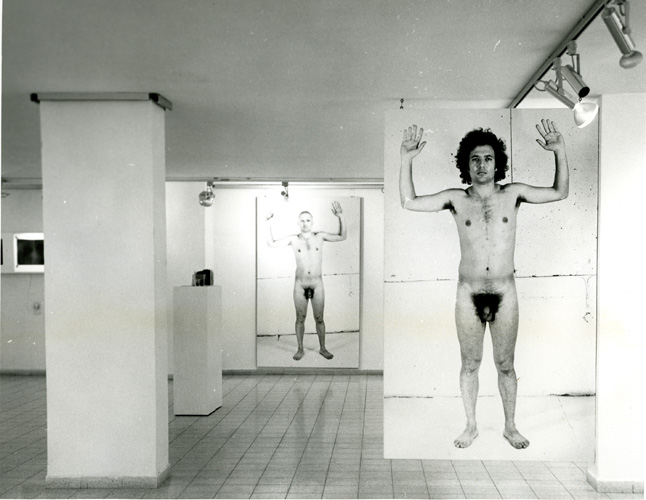
Výstava, 1973
Instalace, Galerie Jodfat, Tel Aviv

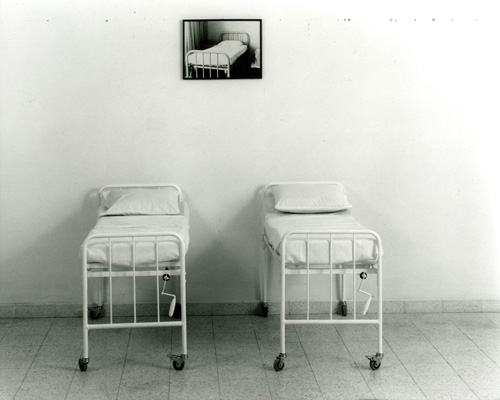
Mitot, 1985
Instalace, Kibucová galerie, Tel Aviv

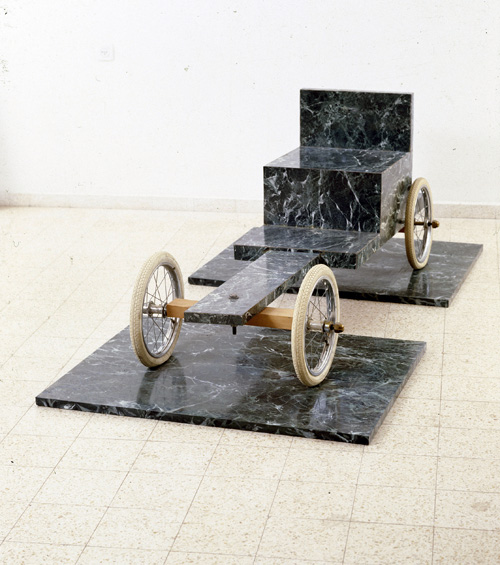
Vozík, 1982–1984
dřevo, umakart, železa, guma, mosaz

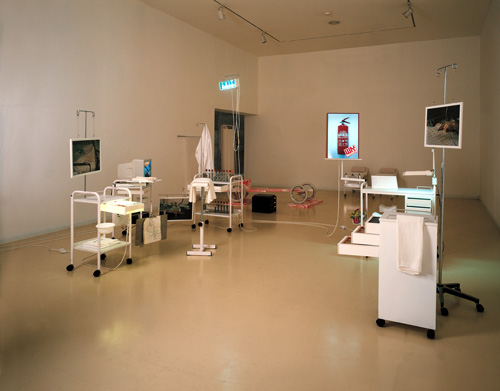
Yotam, 1999
Instalace, Herzlijské muzeum moderního umění

Gid'on Gechtman (hebrejsky גדעון גכטמן‎; 17. prosince 1942 Alexandrie – 27. listopadu 2008) byl izraelský umělec, fotograf a sochař. Jeho umění je nejznámější dialogem se smrtí, často v souvislosti s jeho vlastním životem.

## Život
Narodil se v Alexandrii v Egyptě. V roce 1945 se se svou rodinou odstěhoval do britské mandátní Palestiny. Studoval na výtvarném institutu Avni Institute of Art and Design (1961–1962), Hammersmith College of Art (1968–1971), Ealing School of Art a Telavivské univerzitě (1975–1976).
Po návratu z Londýna se svou budoucí manželkou zpěvačkou a herečkou Bat-Ševou Zeislerovou tvořil minimalistické umění, které bylo typické pro toto období. O těchto pracích bylo napsáno, že „didakticky ukazují strukturální a obrazové změny v materiálu a vzhledu“. Gechtman učil na Becalelově akademii umění a designu v Jeruzalémě (1972–1975) a na Art Teachers Training College of Bejt Berl (1971–2008).
V roce 1973 měl svou první samostatnou výstavu v galerii Jodfat v Tel Avivu. Výstava s názvem „Exposure“ znamenala Gechtmanův rostoucí zájem o spojení mezi uměním a biografickou dimenzí. Na stěnách galerie byly zvětšené fotografie procesu holení těla před otevřenou operací srdce, kterou Gechtman podstoupil v roce 1973. Také na této výstavě byly skutečné a smyšlené dokumenty týkající se Gechtmanova zdravotním stavu. Při ukončení výstavy Gechtman otiskl vlastní nekrology v izraelských denících Haaretz a The Jerusalem Post, stejně jako kolem svého domu v Rišon le-Cijon. Gechtman později vyprávěl o reakcích lidí: „Učitelé z Becalel mi řekli: Zbláznil jste se? Všechny jste vystrašil.“ Vlastní nekrology se v jeho umění vracely i po další roky.
V roce 1999 vystavil rekonstrukci nemocničního prostředí pod názvem Jotam, pojmenované podle jeho syna, který zemřel.
Gideon Gechtman zemřel 27. listopadu 2008 na selhání srdce.

## Vzdělání
- 1961–62 – Avni Institute, Tel Aviv
- 1962–63 – Ealing School of Art, London
- 1968–70 – Hammersmith College of Art, London
- 1975–76 – Telavivská univerzita, filosofie a historie umění

## Ocenění
- 1970 – Royal Academy of Arts, Londýn
- 1989 – Ministry of Education Prize for Completion of Project
- 1990 – Cena Histadrutu
- 1993 – Minister of Science and Arts Prize for Creations in the Realm of Plastic Arts
- 1995 – Cena Telavivského muzea umění
- 1997 – Israel Discount Bank Prize for an Israeli Artist, Izraelské muzeum, Jerusalem
- 1999 – George and Janet Geffin Prize for Excellence in Plastic Arts, America Israel Cultural Foundation
- 2002 – Haifa Museum Award for Art for distinguished achievement in contemporary creative arts
- 2006 – Ministry of culture prize for his life's work.

## Samostatné výstavy
- 1973 – Exposure, Yodfat Gallery, Tel Aviv
- 1984 – Givon Art Gallery, Tel Aviv
- 1985 – Mitot, Kibucová galerie, Tel Aviv
- 1988 – Preparation for Mausoleum No.1, Artists Studios, Jeruzalém
- 1992 – Israel Echo, Bograshov Gallery, Tel Aviv
- 1996 – Chedva, Chelouche Gallery, Tel Aviv
- 1999 – Jotam, Muzeum umění v Herzliji
- 2001 – Etude, Chelouche Gallery, Tel Aviv
- 2001 – Infinite Regress, Wiensowski & Harbord, Berlín
- 2003 – Chedva, Gideon and all the Rest, Artists House, Tel Aviv
- 2003 – Haifské muzeum umění, Haifa
- 2007 – Initial Concept, Muzeum umění v Petach Tikvě
- 2007 – Dead Line, Beit Kanner Municipal Gallery, Rišon le-Cijon
- 2008 – Launching Apparatus, Chelouche Gallery, Tel Aviv
- 2013 – Gideon Gechtman, 1942–2008, Israel Museum, Jerusalem

## Galerie

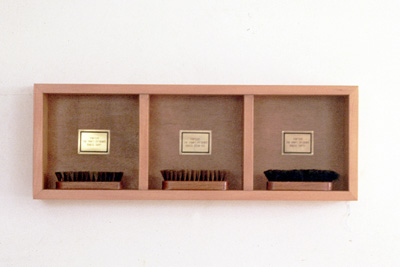
Kartáče (Bat-Ševa, Gide'on a Jotam Gechtmanovi), 1974 lidské vlasy, dřevo, měděné desky, sklo
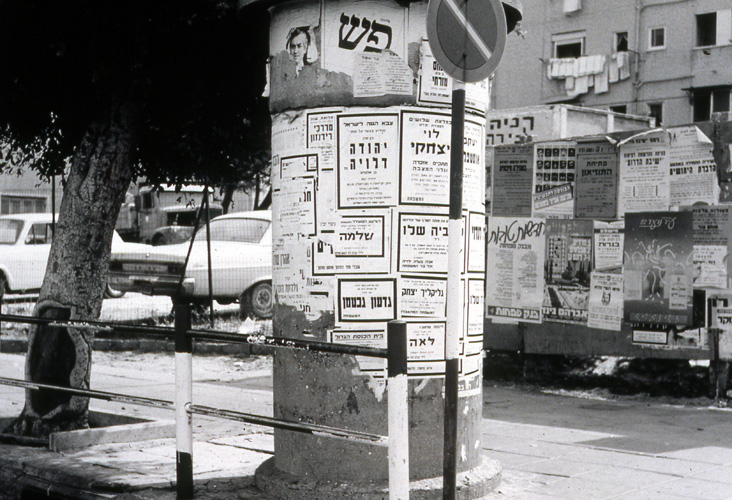
Nekrology ,1975 Bulletin board in Rishon LeZion
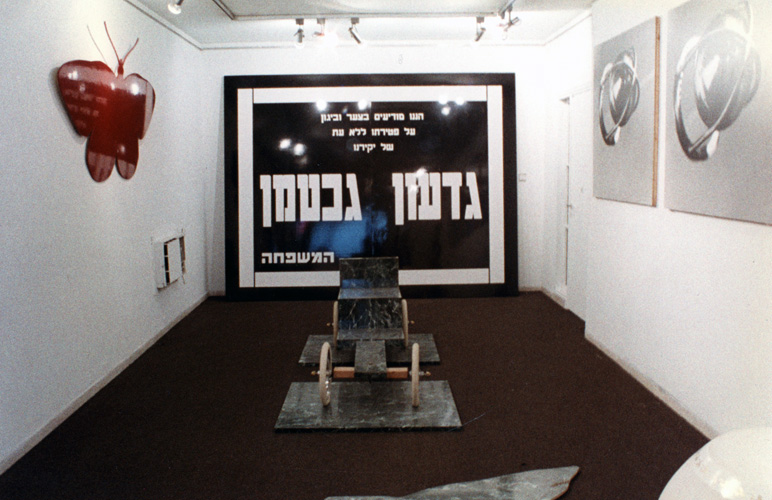
Nekrology, 1984 Instalace, Neomi Givon Gallery, Tel Aviv
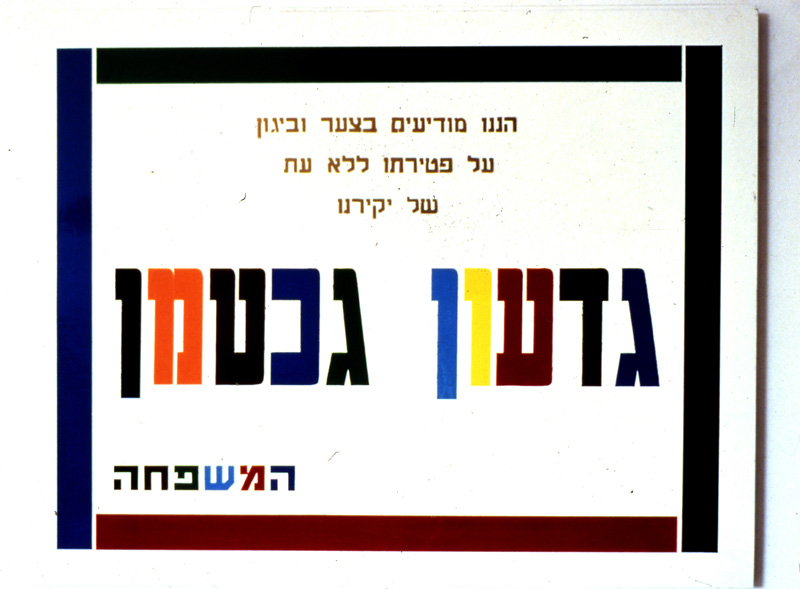
Nekrolog, 1984 superlac on plywood, 79.5x103.5 cm.
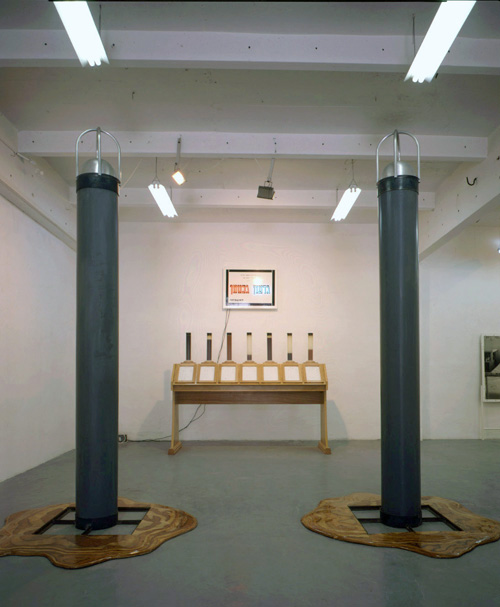
Preparation for Mausoleum No.1, 1988 Instalace, Artists Studios Workshops, Jeruzalém
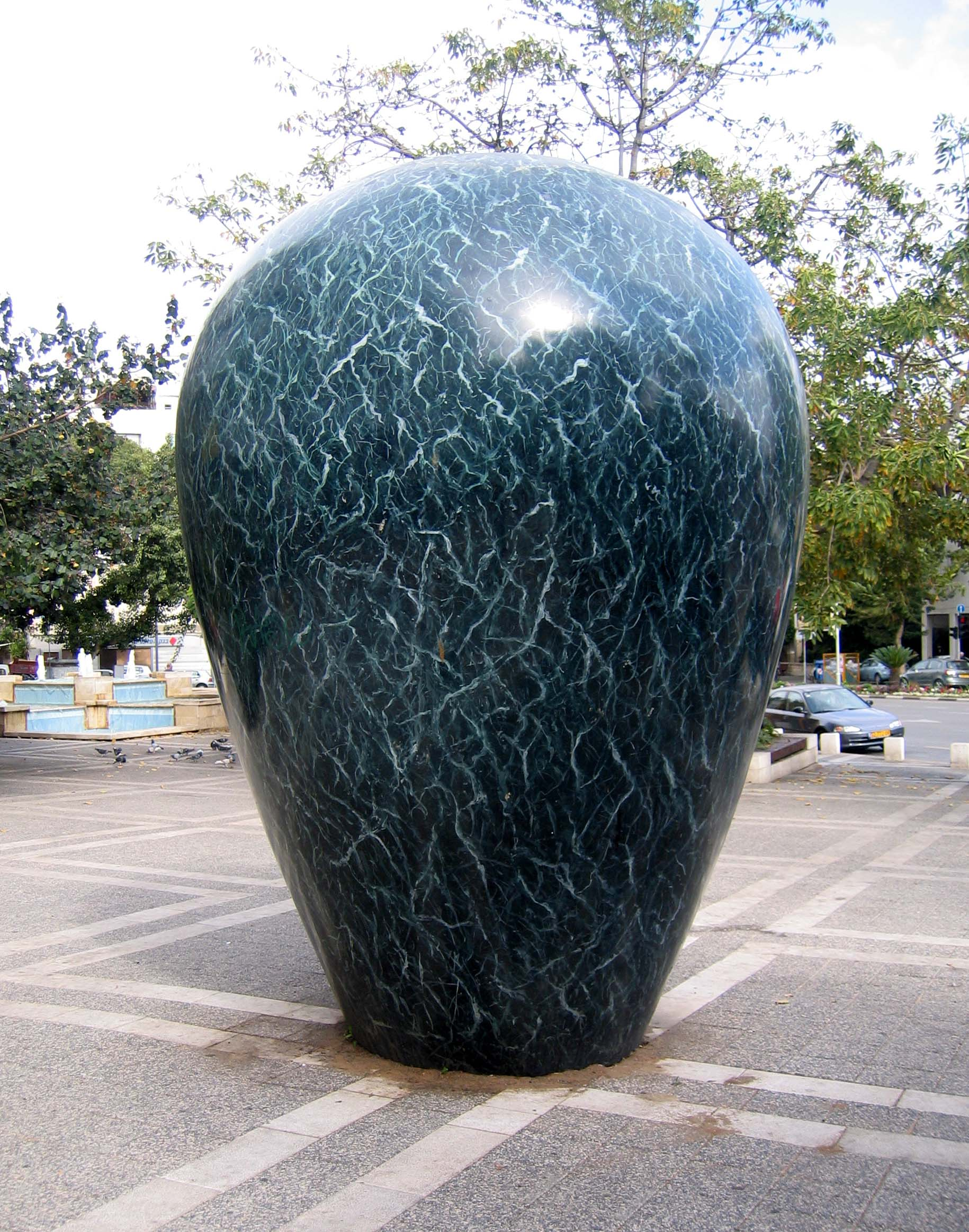
Vase, 1992 Fiberglass and Paint Ulice Ibn Gabirola, Tel Aviv
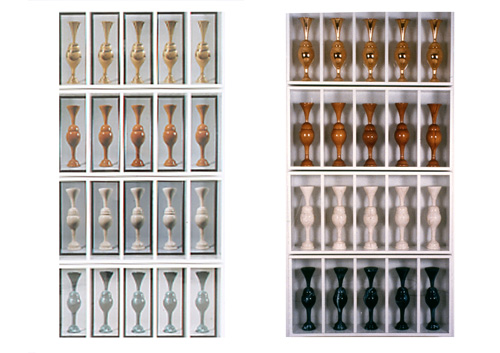
Echo, 1995 Mix Media
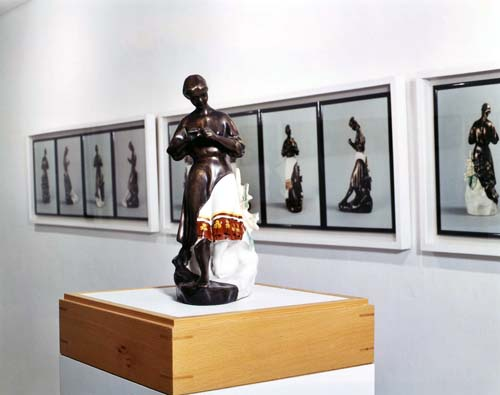
Chedva, 1995 Instalace, Chelouche Gallery, Tel Aviv
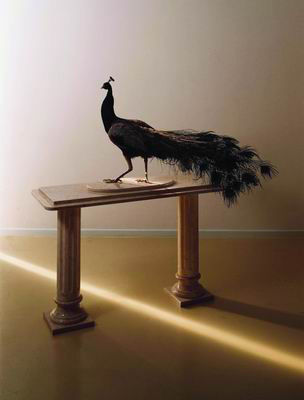
Peacock, 1999 Sbírka Izraelského muzea
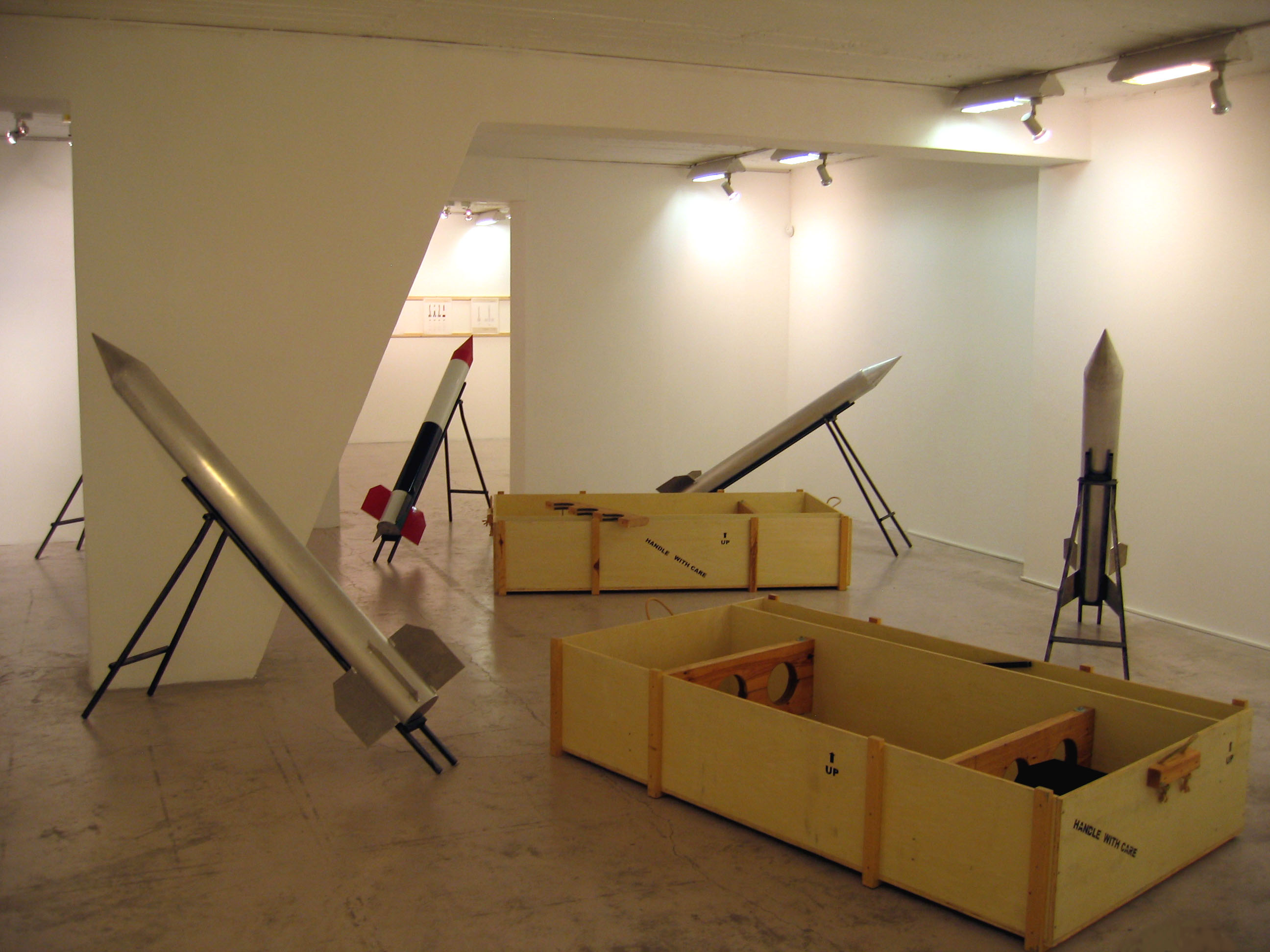
Lunching Apparatus, 2008 Instalace, Chelouche Gallery, Tel Aviv

#### Muzea a galerie
- Gid'on Gechtman na Chelouche Gallery
- Gid'on Gechtman na internetových stránkách Haifského muzea umění
- Gid'on Gechtman na internetových stránkách Muzea umění v Petach Tikvě

#### Stránky věnující se umění
- Gid'on Gechtman na Artfacts.net
- Gid'on Gechtman na Stock Artist